# أحمد البحر
أحمد عبد اللطيف البحر سياسي بحريني.

## السيرة
ولد البحر في العاصمة المنامة. حصل على الماجستير في تدريب وتطوير الموارد البشرية من جامعة شيفيلد ببريطانيا ودبلوم في التربية من جامعة ليدز ببريطانيا ودبلوم في الإدارة المتقدمة من جامعة البحرين. عمل معلما في وزارة التربية والتعليم من 1968 إلى 1978 ثم انتقل للعمل في إدارة شئون الطلبة بكلية البحرين الجامعية(جامعة البحرين حاليا) من 1979 إلى 1981. ثم انتقل إلى قسم الموارد البشرية في شركة المجموعة العربية للتأمين من 1982 إلى 1992 ثم في نفس القسم بوزارة المالية من 1993 إلى 1995. تم تعينه رئيساً لديوان الخدمة المدنية في 2005. تم تعيينه عضوا في مجلس الشورى من 2009 إلى 2010.